# Villes de France
Villes de France est une association pluraliste d'élus.  
Y sont adhérentes et représentées les villes dites « moyennes », c'est-à-dire comptant entre 10 000 et 100 000 habitants avec leurs intercommunalités (communautés de communes, communautés d’agglomération, communautés urbaines, syndicats d’agglomération nouvelle). 
Crée en 1988 sous le nom originel de « Fédération des Villes Moyennes », Villes de France est une organisation reconnue par les Nations unies et notamment dotée du statut consultatif auprès du Conseil économique et social des Nations unies. 
C'est en 2014 que l'association prend le nom de « Villes de France », lors d'une assemblée générale qui porte à sa tête la maire (RPR - UMP - LR puis DVD) de Beauvais, Caroline Cayeux, ainsi que le maire (PS) de Bourg-en-Bresse, Jean-François Debat,. 
Le 28 novembre 2022, Caroline Cayeux démissionne du gouvernement Élisabeth Borne à la suite de la saisine de la justice à son encontre par la Haute Autorité pour la transparence de la vie publique (HATVP) pour des soupçons d'évaluation mensongère de sa déclaration de patrimoine et de fraude fiscale. Elle a également démissionné de son mandat de présidente de l'association et c'est Gil Avérous, maire de Châteauroux, qui a été élu pour prendre sa suite jusqu'à la prochaine élection prévue en 2023. Jean-François Debat reste président délégué. 

## Historique
L'association « Villes de France » a été créée sous le nom de Fédération des Maires des Villes Moyennes (FMVM) en 1988. Avant sa mutation en juin 2014, elle avait pour finalité de faire reconnaître les spécificités des villes moyennes et de leurs intercommunalités, afin de renforcer leur rôle, d'affirmer leurs potentialités en faveur du développement économique, social et culturel et de promouvoir leur image. La FMVM est devenue en 2011 la FVM (Fédération des villes moyennes). 
Depuis sa fondation, elle est politiquement pluraliste dans ses instances. Elle a été fondée par Jean Auroux, ancien ministre et maire de Roanne, qui l'a présidée jusqu'en 2001, ainsi que par Maurice Ligot, ancien ministre et maire de Cholet. Bruno Bourg-Broc, député-maire de Châlons-en-Champagne, a pris sa succession de 2001 à 2011. Elle a jusqu'en juin 2013 pour président Christian Pierret, ancien ministre et maire de Saint-Dié-des-Vosges puis Caroline Cayeux, maire de Beauvais jusqu'à sa nomination comme ministre déléguée chargée des Collectivités territoriales au sein du gouvernement Élisabeth Borne. Le 14 septembre 2022, le conseil d'administration élit Gil Avérous, maire de Châteauroux, à la présidence de Villes de France.

## Rôle

### Défendre ensemble des intérêts communs
"Villes de France" étudie et fait valoir les spécificités des villes (hors métropoles) et de leurs intercommunalités auprès des pouvoirs publics aussi bien au niveau national qu’européen.
- Audiences ministérielles : interlocuteur écouté et régulièrement sollicité à des audiences auprès des membres du gouvernement et de leurs cabinets, « Villes de France » fait valoir les spécificités des villes et de leurs intercommunalités, ainsi que leurs attentes (services publics, fonction publique territoriale, finances locales, santé, enseignement supérieur…)
- Audiences parlementaires : Dans le cadre de la préparation des projets et propositions de loi, la loi « Villes de France » est entendue par les commissions parlementaires et les missions d’inspection ou d’information. Les villes et leurs intercommunalités prennent part au processus d’adoption des mesures législatives les concernant.
- Participation aux instances publiques : « Villes de France » prend part à de nombreuses réunions prospectives auprès des administrations et des organes consultatifs. Son expertise et son rôle de représentation est pleinement reconnu (Comité des finances locales, Institut des villes, Comité national des villes…).

### Construire l’avenir des villes et de leurs agglomérations
"Villes de France" alimente le débat sur les projets de développement et sur l’image d’avenir des villes non métropolitaines et de leurs EPCI.
- Manifestations et colloques : « Villes de France » organise des manifestations sur tous les thèmes concernant la vie locale. Ces rencontres sont des moments privilégiés de réflexion, mais aussi de prise de positions communes.
- Missions d’enquête : régulièrement, « Villes de France » réalise ou fait réaliser des enquêtes sur des dossiers thématiques. Des sondages sont régulièrement effectués et permettent de mieux saisir les enjeux des villes et de leurs intercommunalités, pour y répondre de manière collective.
- Conférences de presse : « Villes de France » tient régulièrement des conférences-débats entre les élus et la presse pour faire connaître ses positions et son action.
- Communication dans les médias : quand l’actualité l’impose, « Villes de France » interpelle les pouvoirs publics sur des dossiers qui concernent le devenir des villes de france et de leurs communautés. Sa voix est régulièrement relayée par les médias. Ses « tribunes libres » dans la presse font connaître ses positions auprès du grand public. Elle communique chaque semaine son point de vue sur l’actualité, par le biais de sa publication Ondes Urbaines.

## Dimension internationale et européenne
"Villes de France" a signé le 18 mai 2010 un accord avec la Commission européenne pour promouvoir l’initiative d'une Convention des maires pour une énergie durable, qui a été renouvelé le 10 janvier 2017.
Elle dispose de membres au Comité des régions de l'Union européenne, est accréditée auprès du Parlement européen. « Villes de France » est inscrite depuis 2010 sur le registre de transparence de la Commission européenne. Elle dispose aussi depuis 2011 du titre d'association nationale « de pouvoirs locaux et régionaux » partenaire du Congrès des pouvoirs locaux et régionaux du Conseil de l'Europe. 
Depuis 2013, l'organisation est dotée du statut consultatif spécial auprès du Conseil économique et social des Nations unies (CESNU), plaçant « Villes de France » au rang d'organisation internationalement reconnue par l'ONU pour sa compétence particulière dans certains domaines d’activité du Conseil (démocratie locale, développement durable, justice sociale et coopération internationale entre collectivités locales),.
Enfin, elle est un interlocuteur de la « Commission nationale de la coopération décentralisée » du ministère des Affaires étrangères en ce qui concerne la coopération internationale,.

## Villes de France et Conseil de l'Europe
Le Congrès des pouvoirs locaux et régionaux du Conseil de l'Europe est une assemblée politique paneuropéenne composée de 648 élus pour quatre ans – conseillers régionaux et municipaux, maires et présidents de région. Il représente 150 000 collectivités territoriales de 47 pays européens, dont les 36 000 communes de France. En tant que porte-parole des villes et des régions, le Congrès est chargé de renforcer la démocratie locale et régionale dans ses 47 États membres en favorisant la concertation et le dialogue politique entre les gouvernements et les collectivités territoriales. A cet égard, il coopère avec le Comité des Ministres du Conseil de l’Europe. L'action du Congrès s'articule autour de ses deux chambres, la Chambre des pouvoirs locaux et la Chambre des régions et s'organise autour de trois commissions statutaires : une Commission de suivi, une Commission de la gouvernance et une Commission des questions d'actualité.  Par la « Charte de l’autonomie locale », le Congrès des pouvoirs locaux et régionaux a mis en place des règles communes aux pays membres du Conseil de l’Europe ayant apposé leur signature sur la Charte, le but étant de garantir l’acceptation et la protection de l’autonomie politique, administrative et financière des pouvoirs locaux.  

## Fonctionnement de Villes de France
L'assemblée générale annuelle réunit l'ensemble des maires des villes et EPCI adhérentes. Elle approuve le bilan d'activité, les comptes de l'association et établit les priorités d'action de l'association. Elle désigne le conseil d'administration.
Le conseil d'administration, paritaire politiquement, est composé de 28 membres, qui se réunissent chaque trimestre pour définir la politique et les orientations générales de « Villes de France ». Tous les trois ans, il élit le président de la Fédération.
Le bureau, composé de huit membres, assure collégialement la gestion courante de l'association et veille à la mise en œuvre des décisions du conseil d'administration. 
Des groupes de travail et des commissions permettent une action sur des thématiques plus ciblées.